# (118418) Yangmei
(118418) Yangmei est un astéroïde de la ceinture principale.

## Description
(118418) Yangmei est un astéroïde de la ceinture principale. Il fut découvert le 14 octobre 1999 à la station de Xinglong par Beijing Schmidt CCD Asteroid Program. Il présente une orbite caractérisée par un demi-grand axe de 3,17 UA, une excentricité de 0,10 et une inclinaison de 8,9° par rapport à l'écliptique.